# بات شاركي
بات شاركي (بالإنجليزية: Pat Sharkey)‏ هو لاعب كرة قدم بريطاني في مركز الوسط، ولد في 26 أغسطس 1953 في أوماه في المملكة المتحدة. شارك مع منتخب أيرلندا الشمالية لكرة القدم. أما مع النوادي، فقد لعب مع إيبسويتش تاون وبورتاداون وكولتشستر يونايتد ونادي بيتربورو يونايتد ونادي سليغو روفرز ونادي مانسفيلد تاون ونادي ميلوول.